# Broomtrifluormethaan
Broomtrifluormethaan, ook bekend onder de naam Halon 1301 en Freon 13BI, is een halomethaan van fluor en broom, met als brutoformule CF3Br. Het is een kleurloos, vloeibaar gemaakt gas met een kenmerkende geur, dat quasi-onoplosbaar is in water.

## Toepassingen

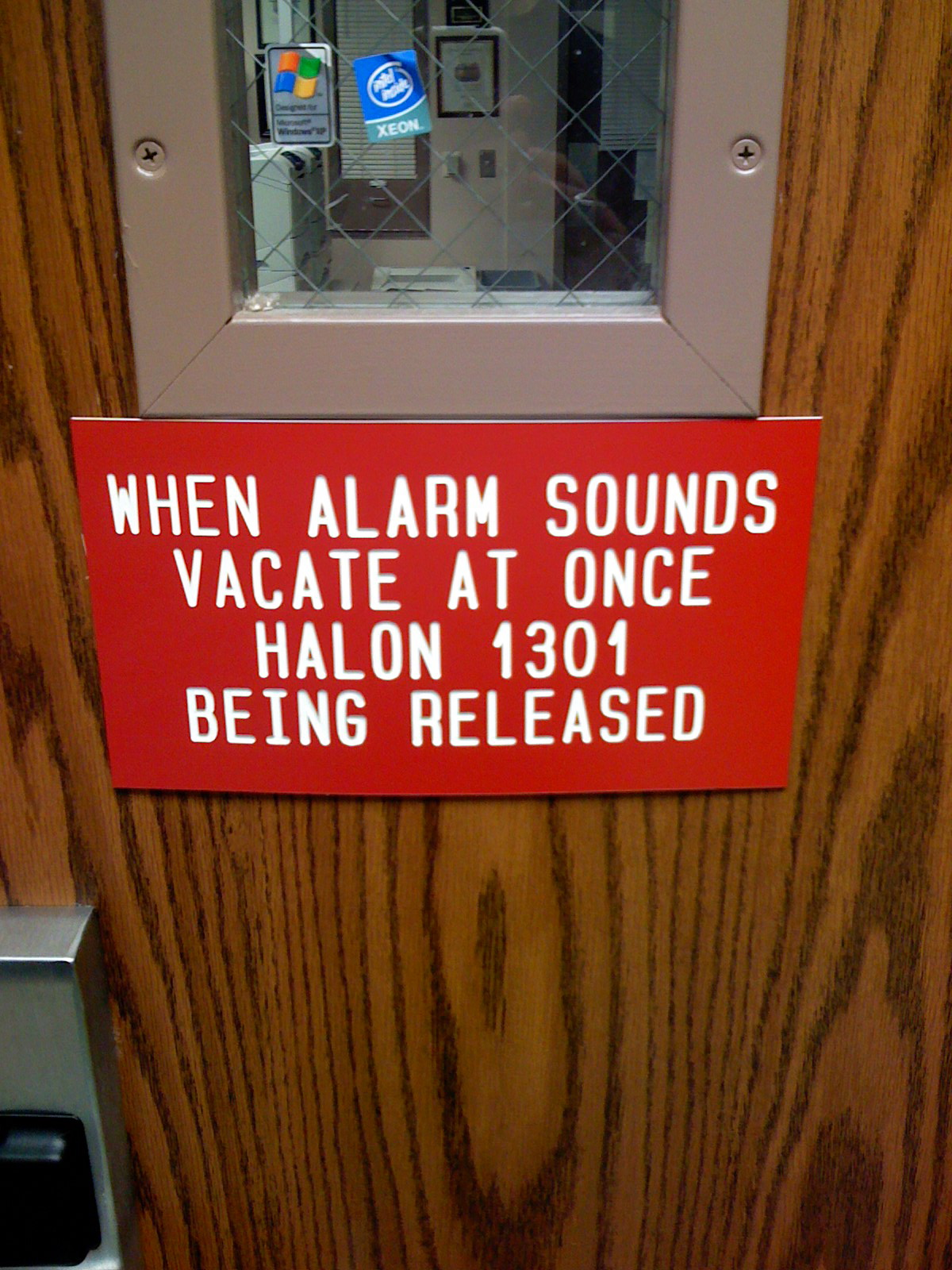
Waarschuwing voor het vrijkomen van Halon 1301 bij brand.

Broomtrifluormethaan werd in de jaren '60 geïntroduceerd als zeer effectief en snelwerkend brandblusmiddel op kritieke plaatsen, zoals musea, computerruimtes, vliegtuigen en telefooncentrales. Een alternatieve verbinding is trifluorjoodmethaan.
Broomtrifluormethaan werd ook gebruikt in het bellenvat van neutrinodetector Gargamelle (CERN).
Broomtrifluormethaan werd vroeger gebruikt als koudemiddel, maar is in de meeste landen een verboden freon, omwille van het destructieve karakter ten opzichte van ozon.

## Toxicologie en veiligheid
Bij contact met een heet oppervlak of met een vlam ontleedt broomtrifluormethaan, onder vorming van giftige dampen van onder andere waterstofbromide en waterstoffluoride (pyrolyse-producten). De stof tast kunststoffen, rubber en coatings aan. Broomtrifluormethaan reageert zeer agressief met alkalimetalen.
De stof is irriterend voor de ogen. Snelle verdamping van de vloeistof kan bevriezing veroorzaken. Door vrijkomende dampen kunnen er effecten op het centraal zenuwstelsel optreden.